# Джумгал (река)
Джумгал (кирг. Жумгал) — река в Киргизии, протекает по территории Джумгальского района Нарынской области. Длина реки — 96 км. Площадь водосборного бассейна — 3080 км². Средний годовой расход воды 11,2 м³/с.

## Этимология
В переводе с монгольского «зуун» означает «левый» или «восточный». «Гол» — «река». Перевод по смыслу означает «левый приток» (имеется в виду по отношению к р. Кёкёмерен).

## Характеристики
Образуется при слиянии рек Кызарт и Базар-Турук на высоте 2124,0 метра над уровнем моря. Река течет с востока на запад по Джумгальской котловине.
Впадает слева в Кёкёмерен на высоте 1485 метров над уровнем моря (по другим данным — 1483,4 м).
Основной источник питания — талые снеговые воды. В октябре река замерзает, в апреле вскрывается. Половодье — в апреле— августе.

## Притоки
Крупные притоки: Чаар-Арча, Кызарт, Тюгёль-Сай, Баш-Кууганды, Орто-Кууганды, Кара-Кече, Беш-Терек, Мин-Теке.

## Озера
В бассейне реки Джумгал находятся озёра Сары-Кёл (площадью 0,36 км²), Баш-Кууганды (0,22 км²), Чон-Таш-Кёл (0,24 км²).

## Хозяйственное значение
В летнее время используется на орошение. От реки протянуты каналы Джанарык и Сартала.

## Населённые пункты
Вдоль реки расположены села Джанарык, Карачий, Кызылэмгек, Алтынарык, Давлетарык, Багыш, Тюгёльсай, Эпкин, Коларык, Акчий, Каирма, Антадыр, Чаек, Кызылджилдыз, Бештерек, Кекой, Акташ, Арал.